# 50나노 16기가 반도체
50나노 16기가 반도체는 2005년 9월 13일 삼성전자가 개발한 세계 최초 16기가바이트 용량의 반도체다.
50나노(1나노는 10억분의1ｍ)는 머리카락 두께 2천분의 1에 해당하는 굵기며, 16기가는 손톱만한 칩 안에 164억개의 트랜지스터를 집적한 용량이다. 
여기에는 영화 20편 이상의 동영상(32시간분량)이나 MP3 음악파일 기준으로 8천곡(670시간), 일간지 200년치 분량의 정보를 저장할 수 있다.
삼성전자는 2004년 8기가 낸드플래시의 개발에 이어 16기가 낸드플래시를 개발함으로써 반도체 마이크로 칩에 저장할 수 있는 데이터 양이 18개월마다 두 배씩 늘어난다는 무어의 법칙을 깨고 '1년에 용량이 2배로 늘어난다'는 황창규 사장의 '메모리 신성장론'을 6년 연속 입증하는 데 성공했다.

## 관련기사
- 삼성전자, 51나노 16Gb 낸드플래시 세계 첫양산 성공
- 삼성전자, 50나노 16Gb 플래시메모리 서막 열어